# Батищев, Борис Михайлович
Борис Михайлович Батищев  (1927—2023) — советский железнодорожник, Герой Социалистического Труда.

## Биография
Родился 12 февраля 1927 года в городе Грязи (ныне — Липецкой области) в семье рабочего. В сорок четвёртом он ушёл из 10 класса учеником слесаря в паровозное депо. Он был хилым, совсем не похожим на десятиклассника. Конечно, как и многие его сверстники, он мечтал о паровозе, но отец получил повестку на фронт, и надо было зарабатывать на кусок хлеба. Паровозы ремонтировали в холодном разбитом депо.
Познал цену профессии с самых низов, изучил машину до малого винтика. Помнил, как на отремонтированных паровозах писали мелом: За Родину, за Сталина!. Трудолюбивого парня заметили, направили на курсы помощников машинистов. Права он получил 9 мая 1945 года.
Но сначала он испытал все «прелести» работы кочегара. Паровозы были старые, уголь плохой. До Жердёвки раскалённую топку приходилось чистить 17 раз. Но вскоре его взял к себе Иван Павлович Калачёв.
Немного поработав кочегаром, он был официально оформлен помощником машиниста. Осенью 1947 года поступил в техшколу.
И всё же именно в пятидесятые годы локомотивные бригады Юго-Восточной железной дороги взяли курс на вождение большегрузных поездов и на увеличение их пробегов. В Грязях «запевалами» большого дела стали закончивший годичную школу машинистов Борис Батищев и его молодые товарищи. В январе 1952 года вышел на линию на железнодорожном узле комсомольско-молодёжный паровоз ФЭД 20-2327, старшим машинистом на котором был Борис Степанович Мякотных. Пять лет работал с ним Батищев. Это очень пригодилось, когда сам возглавил такую же комсомольско-молодёжную бригаду, водившую грузовые поезда до Мичуринска и Кочетовки.
Когда из Поворино пригнали пять локомотивов, один из них, 1622-й, достался Батищеву. Именно ему пришлось осваивать вождение тяжёлых и сверхтяжёлых поездов. После подведения итогов соревнования опытный машинист Артюшкин всех на узле призвал изучить опыт бригады Бориса Батищева. Дело в том, что ей первой удалось значительно увеличить пробег между ремонтами. Достигли этого, на первый взгляд, просто: на края тормозных колодок члены бригады самостоятельно приваривали более твёрдый металл, и паровоз вместо положенных 65 тысяч километров проходил между подъёмными ремонтами 180 тысяч. Увеличивали постепенно вес грузовых поездов, довели его с 2300 тонн до 3500.
Борис Михайлович помнил день, когда появилась на стенде в депо «Молния»: «Норма межремонтного пробега бригадой Батищева увеличена вдвое. Поезд проследовал до станции Кочетовка без чистки топки и набора воды.». Это был первый важный шаг на пути максимального повышения производительности техники.
В 1958 году коммунисты паровозного депо Грязи приняли Б. М. Батищева в члены КПСС. В 1959 году Борису Михайловичу за выдающиеся успехи, достигнутые в развитии железнодорожного транспорта, было присвоено звание Героя Социалистического труда. Избирался делегатом XXII съезда КПСС
В мае 1960 года участвовал во Всесоюзном слёте передовиков производства, ударников коммунистического труда в Москве. Работая, Борис Михайлович упорно учился. В 1964 году окончил курсы машинистов тепловозов, в 1967 году — электровозов. Вскоре ему предложили перейти на пассажирские линии.
С 1982 года — персональный пенсионер союзного значения. Имеет правительственные награды. Проработал 15 лет на грузовых, столько же водил пассажирские поезда, 11 лет — машинистом на прогреве тепловозов в депо.
В 2015 году, в год 70-летия Победы, 25 февраля состоялось награждение в администрации Липецкой области. Те, кто проработал на железнодорожном транспорте во время Великой Отечественной войны 1,5 года, приравнены к участникам Великой Отечественной войны. Олег Петрович Королёв вручал награды. Среди 25 ветеранов Великой Отечественной был и Батищев. Борис Михайлович — почётный железнодорожник Юго-Восточной железной дороги. Награждён знаком «За заслуги перед Юго-Восточной железной дорогой» I степени. Имел множество наград, грамот, дипломов.
Скончался 18 июля 2023 года.

## Награды
- Герой Социалистического Труда (золотая медаль «Серп и Молот» и орден Ленина; 1.8.1959)[2]
- Орден Дружбы народов (2.4.1981)[2]
- Медаль «Ветеран труда»
- Медаль «За трудовое отличие» (31.7.1954)[2]
- Медаль «За трудовую доблесть»
- Знак За заслуги перед Юго-Восточной железной дорогой I степени
- Медаль «За доблестный труд в Великой Отечественной войне 1941—1945 гг.»
- Юбилейная медаль «Двадцать лет Победы в Великой Отечественной войне 1941—1945 гг.»
- Юбилейная медаль «За доблестный труд (За воинскую доблесть). В ознаменование 100-летия со дня рождения Владимира Ильича Ленина».